# Benjamin F. Newhall
Benjamin F. Newhall (ur. 1802, zm. 1863) – poeta amerykański. Urodził się 29 kwietnia 1802 w miejscowości Saugus w stanie Massachusetts i pozostał z nią związany do końca życia. Był poetą i kaznodzieją. Sprawował też funkcje publiczne, w tym komisarza hrabstwa Essex (County Commissioner for Essex County). Zmarł 17 września 1863 w rodzinnym Saugus.